# Арњи (Ардени)
Арњи (фр. Hargnies) насеље је и општина у североисточној Француској у региону Шампањ-Арден, у департману Ардени која припада префектури Шарлвил Мезјер.
По подацима из 2011. године у општини је живело 477 становника, а густина насељености је износила 11,29 становника/km². Општина се простире на површини од 42,24 km². Налази се на средњој надморској висини од 312 метара.

## Демографија
| 1962. | 1968. | 1975. | 1982. | 1990. | 1999. | 2011. |
| ----- | ----- | ----- | ----- | ----- | ----- | ----- |
| 569   | 623   | 573   | 561   | 511   | 514   | 477   |

График промене броја становника у току последњих година